# 古典派の二分法
マクロ経済学において、古典派の二分法（英: Classical dichotomy）とは、新古典派経済学および「ケインズ以前の経済学」に属する概念であり、名目と実質はそれぞれ独立に分析することが可能であるとするものである。貨幣のヴェール観とも呼ばれる。より正確に言えば、もしある経済の（産出量や実質利子率などの）実質の変数を、（産出量の貨幣的・名目的価値や利子率の貨幣的・名目的価値などの）名目の変数をまったく考慮しなくても完全に分析可能であるならば、その経済で「古典派の二分法」が成立している。また、もしこの考え方が正しければ、名目貨幣供給量や名目インフレ率の水準をまったく知らなくても、「実質GDP」等の実質の変数を決定することができる。
古典派の二分法はケインズ以前の一部の経済学者の思想・理論に長期命題として不可欠なものであった。現在でも、古典派の二分法は新しい古典派のマクロ経済理論において用いられている。ケインジアンとマネタリストは短期的には物価に硬直性があると考えたために古典派の二分法を否定した（ただし、ケインズ経済学が物価の変動しない短期を前提に政策を考えるのに対し、マネタリストは物価の変動する長期を前提に政策を考える）。言い換えれば、ケインジアンとマネタリストは物価水準は短期においては適切な調整ができないとし、ゆえに貨幣供給量の増大が総需要を増大させるので、これによって貨幣供給量の名目的な増大がマクロ経済の実質の変数を変化させると考えたのである。ポストケインジアンも古典派の二分法を否定しているが、その理由が異なっている。ポストケインジアンは、en:Monetary circuit theoryのように、古典派の二分法が否定される理由として貨幣創造における銀行の役割を強調している。

## 論争
ドン・パティンキン (1954) は名目貨幣供給量の変化によるピグー効果を導入することにより、古典派の二分法を矛盾したものであると批判した。初期の新古典派の経済学者は貨幣を、その貨幣で購入可能な量の財と本質的に同じ価値を持つという仮定を置いていた。よって、ワルラシアンの言葉で言えば、通貨膨張（monetary expansion）は同等の量の財の価格を押し上げるが、雇用や産出量に影響を与えることはない。しかし、パティンキンはこのようなインフレが財市場の混乱なしには生じえないと仮定した。貨幣供給量が増大するにしたがって、実質貨幣ストックのバランスは「理想的な」水準を超え、それによって新たな最適バランスを確立するために、財に対する支出は増大するのである。これが財市場の物価水準を（超過需要が満たされるまで）押し上げ、 新たな均衡を達成する。このように考えたパティンキンは古典派の二分法は矛盾するものであると論じ、新古典派の考え方は明白にこのような財市場の調整を考慮していないとした。後世の経済学者 (Archibald & Lipsey, 1958) は古典派の二分法を矛盾なき理にかなったものとし、新古典派の考え方はパティンキンの指摘したような「動的」調整プロセスには対処しようと試みておらず、単に「静的な」初期および最終的な均衡を述べたものに過ぎないと論じた。

## 数学的表現
もしある経済で古典派の二分法が成立しているならば、block triangular formのヤコビ行列を用いて比較静学分析を用いることができる。すなわち、下記のように書くならば
{\displaystyle \mathbf {J} dy=dx}
ここで {\displaystyle dx} は内部ショック（例えば生産性や総需要、貨幣供給量などの変化）、そして {\displaystyle dy} は内部変数の変化（例えば産出量、雇用、物価水準、など）。  また行列 J は次のような部分行列に分割することができる。
{\displaystyle \mathbf {J} ={\begin{bmatrix}A&0\\B&C\\\end{bmatrix}}}
言い換えれば、古典派の二分法が成り立つとき、部分行列 {\displaystyle A} の逆行列を求めることで、すべての実質の変数の変化を計算することが可能である。よって、貨幣供給量や物価水準などのあらゆる名目の変数を分析から締め出すことができる。